# Dugesia mexicana
La Dugesia mexicana és l'única espècie de planta amb flors del gènere monotípic Dugesia dins la família de les asteràcies (Asteraceae). És una planta ruderal nativa del centre de Mèxic.

## Descripció
És una planta herbàcia perenne reptant o ascendent, una mata de forma circular que pot atènyer els 30 cm de diàmetre. Les tiges són cobertes de pèls, híspides. Les fulles són híspides, peciolades i la majoria en una roseta basal, les caulinars es disposen de manera alternada i són més petites, el limbe és pinnatífid. Les flors es troben agrupades en capítols axil·lars o terminals sobre peduncles d'entre 3 i 8 cm de llargària, l'involucre és acampanat durant la joventut esdevenint hemisfèric amb el temps, acostuma a tenir dues fileres de bràctees híspides, les externes més llargues. Les flors ligulades, exteriors, en nombre de 6 a 12, són femenines, les lígules són grogues amb nervadura fosca i un parell de lòbuls a l'àpex, fan entre 8 i 12 mm de llargària. Els flòsculs, les flors interiors, són funcionalment masculines, el seu nombre oscil·la entre 60 i 80, la corol·la és tubular i groga. El fruit és un aqueni sense papus.

## Taxonomia
L'espècie Dugesia mexicana i el gènere Dugesia van ser publicats per primer cop l'any 1882 a la revista Proceedings of the American Academy of Arts and Sciences de Boston pel botànic estatunidenc Asa Gray (1810-1888).

### Sinònims
Els següents noms científics són sinònims heterotípics de Dugesia mexicana:
- Lindheimera mexicana A.Gray
- Schizoptera lyrata Klatt